# پهلو به پهلو (فیلم ۲۰۱۲)
پهلو به پهلو (انگلیسی: Side by Side) فیلمی در ژانر مستند به کارگردانی کریستوفر کنیلی است که در سال ۲۰۱۲ منتشر شد.

## خلاصه داستان
از زمان اختراع سینما تا به اکنون شیوه و فرمت فیلمبرداری تصاویر تغییرات بسیاری کرده‌است. در طول دو دهه اخیر، شکل جدید از فیلمسازی دیجیتال پدید آمده‌است و همین آغاز یک تحول بزرگ در صنعت فیلم‌سازی بود. در این مستند با کیانو ریوز همراه خواهیم شد و با بزرگترین اساتید سینمای حال حاضر دنیا من جمله جیمز کامرون، دیوید فینچر، دیوید لینچ، کریستوفر نولان، مارتین اسکورسیزی، جرج لوکاس، استیون سودربرگ و بسیاری دیگر به بررسی توسعه سینما و تأثیر فیلمسازی دیجیتال بر روی آن بیشتر بحث خواهیم کرد.

## بازیگران
- جیمز کامرون
- دیوید فینچر
- دیوید لینچ
- رابرت رودریگز
- مارتین اسکورسیزی
- استیون سودربرگ
- کیانو ریوز